# カジ (お笑い芸人)
カジ（本名：鍜治 輝光（かじ てるみつ）、1977年12月22日 - ）は、日本のお笑いタレントである。
千葉県千葉市出身。サンミュージックプロダクション所属。身長180cm。

## 略歴・人物
千葉県立泉高等学校から、専門学校、就職を経て1999年にお笑いコンビ「さくらんぼブービー」を結成。高校生当時は真面目だったが目立たない生徒であり、後に相方となる木村圭太のパシリ的存在であったという。かつての芸名は糸瓜虫輝光（へちまむしてるみつ）であったが、後に本名に戻して活動。M-1グランプリでは、2004年（第4回）に準決勝まで進出。コンビ時代は、形態模写をしているカジを木村がしばらく見続けた後、やっと鍜治だと気付いて「鍜治君じゃない？」と言われるというネタなどで知られていた。
2009年12月23日にさくらんぼブービー解散を発表、以後は芸名を「カジ」と改めピン芸人として活動。現在は、ニコ生公式放送を中心に活動している。2016年7月13日よりコンビ再結成を発表。
趣味はゲームとサブカルチャー嗜好。SEGA（後のセガ・インタラクティブ）のアーケードゲーム三国志大戦は全国ランキング上位にランクインするほどの実力者で、公式大会の出場経験もある。さくらんぼブービー時代にはエンターブレインから発売されたDVD「大将星」にコンビで出演していた。その他にもコナミデジタルエンタテインメントのサッカーゲームウイニングイレブン6では、攻略本の担当者や芸能人等を集めた「50人トーナメント」で優勝した事がある。またXbox 360用のゲームソフトであるHalo 3の「芸人トーナメント」に二年連続で優勝している。
兄は東京03の飯塚悟志と高校時代のクラスメイトであった。卒業して何年も経っていたため、楽屋で見たカジをカジの兄と勘違いした飯塚はリアルにさくらんぼブービー時代の持ちネタの「あれ?鍜治君じゃない?」を実践してしまったという。
ピン芸人となってからは、主に一人コント、ショートコントを行っており、「4コマコント」と称したネタなどを披露していた。
現在スクラグ(スクールオブラグナロク)にはまっており、ニコ生のカジ自身のチャンネルであるカジチャンネルでゲーム配信をしている。
ニコ生の公式放送で度々MCを行う。自身の事をピン生主と呼ぶことがある。
2018年12月3日、一般女性との入籍を発表した。
2020年10月、舞台作品『無慈悲な光』を自身が監督し、映画化することを発表。

## 出演

### テレビ
- 小島×狩野×エスパー3P（TOKYO MX、2010年6月26日）
- オンバト+（NHK総合テレビ）戦績0勝1敗 最高185KB
- 逆流!シラベルトラベル（テレビ東京）-ボリビア、韓国、トルコにリポーター役として出演

さくらんぼブービー時代の出演については、さくらんぼブービー#出演の節を参照。

### 舞台
- 劇団K助『オムニー3 ～遅刻しただけで15万も取んの!?～』（2011年8月31日 - 9月4日、野方区民ホール）
- 『月の兎』（2017年10月17日-22日 劇場MOMO）
- 【ぐりむの法則paradigm shift.1】怖いぐりむ第２弾『カメレオンラプソディー』（2018年4月4日 - 4月8日、テアトルBONBON）
- えのもとぐりむ傑作選 若手発掘企画『陳弁ピクトグラム』（2018年5月22 - 5月27日、浅草九劇）
- 清水一輝×えのもとぐりむCollaboration Project 1st『ゴミノクワイ』（2018年7月4日 - 7月8日、赤坂RED/THEATER）
- 朗読劇『きくえのもとぐりむ』「そこここ」（2018年7月21日-22日 Special Colors）
- 『アイスベリーバグ』（2018年9月7日-9日 CBGKシブゲキ!!、9月21日 名古屋・東別院ホール）
- 若手×えのもとぐりむ 第二回公演『嘘つき歌姫』（2019年2月27日 - 3月10日、Geki地下Liberty）

### 映画
- デスフォレスト 恐怖の森5（2016年9月3日、福田陽平・田中佑和監督）
- アイアムアヒーロー(ZQN役)(2016年4月23日 、佐藤信介監督)

### ニコニコ公式生放送
- あなたの電話でギャラが決まる！？芸人ニコ電バトル〜カジの挑戦〜	(2010/11/21)
- ニコニコ神社 in お台場合衆国2012[12日目(2012/7/25)
- ニコニコゲームマスターpresents『Call of Duty』シリーズ35時間ぶっ通しゲーム実況	(2012/11/24)
- 【公式】沖田杏梨 並木優 栗林里莉 小滝みい菜 カジ/みるじぇね七夕祭り☆生中継	(2013/07/06)
- 早乙女らぶ 香西咲 琥珀うた 小滝みい菜 カジ/みるじぇねハロウィンパーティー	(2013/10/05)
- 【映像の暴力】神崎かおり地獄のオフ会生中継	(2013/11/02)
- 「風俗行ったら人生変わったww」 監督・出演者と一緒に映画を見よう	(2013/11/07)
- 【Xmas特別企画】 ファッションホテルの待合室を9時間監視しよう	(2013/12/24)
- みるじぇねNewYearParty〜新年特大SP！！〜生中継	(2014/01/11)
- 【バレンタイン企画】 ファッションホテルの待合室を9時間監視しよう	(2014/02/14)
- 【超会議3】出展企業抗争「仁義なきプレゼンバトル」六本木頂上決戦編	(2014/04/15)
- 希美まゆ 希島あいり 桜井彩 湊莉久 ほしのあすか他☆彡みるじぇねそにっく生中継	(2014/07/26)
- ニコニコ町お焚き上げ上げ供養 in 東京都檜原村	(2014/09/19)
- 「デスフォレスト 恐怖の森」公開記念 生放送特番＆実況	(2014/12/20)
- 【Xmas特別企画】神崎かおりがTwitterを徹底監視	(2014/12/24)
- 三国志大戦 特別イベント 感謝の宴	(2015/01/12)
- 「デスフォレスト 恐怖の森2」特番	(2015/03/20)
- 【超会議特番】出展企業ウォーズエピソード2015〜幕張への帰還〜	(2015/04/13)
- 成瀬心美チャンネル(仮)をみんなでつくろう！	(2015/04/16)
- 【超会議特番】深夜のギロッポンからギンギラ中継☆バーレスク東京SP	(2015/04/21)
- 超歌ってみた@ニコニコ超会議2015[Day2	(2015/04/26)
- レジェンドプレイヤー達がスクール オブ ラグナロクで遊んでみた	(2015/06/07)
- 「スクール オブ ラグナロク」公式 ニコニコ生放送#1	(2015/06/09)
- トリンドル玲奈×篠田麻里子×真野恵里菜本人生出演 リアル鬼ごっこ初日舞台挨拶	(2015/07/11)
- ニコニコ23.5時間テレビ　「地下アイドルLIVE in 地下」パート	(2015/07/19)
- ほんとにそろった！ホラーアベンジャーズ	(2015/08/13)
- 第一回 地下アイドルLIVE@ニコファーレ 「アイドル×怪談」 戦慄の生放送	(2015/08/16)
- 【スクラグ稼働直前SP】「スクール オブ ラグナロク」公式 ニコニコ生放送#2	(2015/08/24)
- グラドル自画撮り部G7サミット〜水着で徹底討論〜	(2015/08/31)
- 地下アイドルLIVE in 地下/秋葉原の地下駐車場でスーパーライブ	(2015/09/26)
- グラドル生ナイター【MC:カジ】〜ストレートvsカーブ〜	(2015/09/29)
- ニコラジ木曜日★小島よしお&カジの同居人トーク アイドルグループGEMも生登場	(2015/10/01)
- 今日は『バック・トゥー・ザ・フューチャー』マーティがタイムスリップしてきた未来の日	(2015/10/21)
- 地下アイドルLIVE in 地下駐車場	(2015/10/23)

#### レギュラー番組
- みんなのおもちゃMC（2011年10月22日 - 2015年6月20日、ニコニコアダルト）

#### ニコニコチャンネル
- MCカジ（2014年11月17日 - ）